# 3C-AL
3C-AL（4-烯丙氧基-3,5-二甲氧基安非他命）是一种含氮有机化合物，分子式C14H21NO3，属于3,5-二甲氧基苯乙胺衍生物，结构与烯丙沙林类似，能作为迷幻药物。